# دن فینریتی
دن فینریتی (به انگلیسی: Dan Finnerty) (زاده ۱۹۷۰) بازیگر آمریکایی است.
از فیلم‌های معروف او می‌توان به فیلم طراح مراسم ازدواج اشاره کرد.

## فیلم‌شناسی
فهرست برخی از فیلم‌هایی که دن فینریتی در آنها به ایفای نقش پرداخته است:
- طراح مراسم ازدواج
- ترمینال
- خماری
- دوران راک
- دامپلین
- جابجایی اعضای خانواده